# Rio Em
O rio Em (em sueco: Emån;  PRONÚNCIA) é um rio da província da Småland na Suécia. Nasce na região central da província, perto de Nässjö, a uma altitude de 360 m, flui em direção a leste e deságua no estreito de Kalmar, já no mar Báltico, perto de Oskarshamn. Tem uma extensão de 220 quilômetros e uma bacia hidrográfica com 4 640 km2. Nas suas águas abunda o siluro e a truta marisca.

## Etimologia
O nome geográfico Emån é composto pelas palavras nórdicas Emb (curso de água, água) e ån (o rio).
O termo está registado no século XIV como Eem e Emb.